# Kurdistan-Liste
Die Kurdistan-Liste (kurdisch Lîstî Kurdistan) ist ein Parteienbündnis aus der irakischen Region Kurdistan, das bei den Parlamentswahlen im März 2010 antrat. Die Kurdistan-Liste ist der Nachfolger der Demokratischen Patriotische Allianz Kurdistans, welche bei den Wahlen am 30. Januar und am 15. Dezember 2005 antrat.

## Zusammensetzung
Die Liste setzt sich aus folgenden Parteien zusammen:
- Demokratische Partei Kurdistans
- Patriotische Union Kurdistans
- Kurdische Kommunistische Partei
- Islamische Bewegung in Kurdistan
- Kurdische Arbeiterpartei
- Turkmenische Demokratische Bewegung
- Sozialdemokratische Partei Kurdistans

## Wahlen vom 30. Januar 2005
Die Demokratische Patriotische Allianz Kurdistans wurde bei den Wahlen am 30. Januar mit 25,7 % der Stimmen zweitstärkste Kraft und bekam 71 der 275 Sitze im neuen irakischen Parlament. Sie bildete mit den Gewinnern der Wahl, der überwiegend schiitischen Vereinigten Irakischen Allianz, eine Regierungskoalition und stellt im 32-köpfigen Kabinett der neuen Irakischen Regierung 8 Minister.
Die Islamische Gemeinschaft in Kurdistan hat sich nach den Wahlen zur Fraktion der "Liste der Allianz Kurdistans" angeschlossen. Damit stellt die kurdische Fraktion in der irakischen Nationalversammlung 77 Abgeordnete. Aufgeführt sind einige der größeren Parteien:
- Kurdische Demokratische Partei Eine eher traditionalistisch ausgerichtete kurdische Partei, geführt von Masud Barzani
- Patriotische Union Kurdistans Kurdische Sozialdemokraten, gegründet und geführt vom irakischen Präsidenten Dschalal Talabani
- Assyrisch Patriotisch Partei oder Assyrian National Party, eine Partei der assyrischen Christen
- Kurdische Kommunistische Partei
- Sozialistische Demokratische Partei Kurdistans
- Partei der Werktätigen Kurdistans (Labor Party)
- Demokratische Beth-Nahrain Partei
- Chaldäisch demokratische Union
- Islamische Union Kurdistan

## Wahlen vom 15. Dezember 2005
Die Islamische Union Kurdistans (Muslimbruderschaft nahestehender Partei) hat sich vor der Irakische Parlamentswahl von dem Demokratische Patriotische Allianz Kurdistans getrennt. Dafür trat die Islamische Gemeinschaft in Kurdistan bei. Die Allianz bestand jetzt nur noch aus acht Parteien. Die Allianz erhielt bei den Wahlen 21,7 % der Stimmen und bekam damit 53 von 275 Sitzen.
- Patriotische Union Kurdistans
- Kurdische Demokratische Partei
- Kurdische Kommunistische Partei
- Sozialistisch-Demokratische Partei Kurdistans
- Partei der Werktätigen Kurdistans (Labor Party)
- Islamische Gemeinschaft in Kurdistan
- Chaldäische Demokratische Union
- Partei der Brüderlichkeit der Turkmenen

## Wahlen vom 7. März 2010
Im Vorfeld der Wahlen spaltete sich die von Nawschirwan Mustafa angeführte Bewegung der Veränderung (Rewtî Gorran) von der Kurdistan-Liste ab und trat als eigenständiges Bündnis bei den Wahlen an. Auch die Islamische Union Kurdistan und die Islamische Gemeinschaft in Kurdistan traten der Liste nicht bei. Bei den Wahlen erhielt man 14,59 % der Stimmen und stellte somit 43 Sitze im Bagdader Parlament.